# 1・2・3 (稲垣潤一の曲)
「1・2・3」（ワン・ツー・スリー）は、1988年7月25日リリース、稲垣潤一14枚目のシングル。

## 解説
8枚目のオリジナル・アルバム『EDGE OF TIME』よりシングル・カット。
「1・2・3」…太平洋証券中期国債ファンドテレビCFイメージソング。

## 収録曲
- SIDE A

1. 1・2・3
  - 作詞：稲垣潤一、作曲：中崎英也、編曲：岩井真一・TOPICS

- SIDE B

1. September Kiss
  - 作詞：秋元康、作曲：木戸やすひろ　
  - 編曲：木戸やすひろ・TOPICS